# August Eisenmenger
August Eisenmenger, né le 11 février 1830 à Vienne et mort le 7 décembre 1907 dans la même ville, est un peintre d'histoire. 

## Biographie
August Eisenmenger naît le 11 février 1830 à Vienne.
Après avoir étudié avec Schultz, il entre à l'Académie en 1845, et, en 1856, devient élève de Rahl, qu'il aide dans ses travaux.
Il est nommé, en 1872, professeur à l'Académie de Vienne. Il fonde une école privée de peinture à Vienne, où il travaille sur un certain nombre de monuments publics.
On voit ses œuvres au palais Gutman, au château Homsteiu et dans les monuments publics de Vienne.
Il eut entre autres pour élèves Richard Geiger.